# Damernas boardercross i snowboard vid olympiska vinterspelen 2014

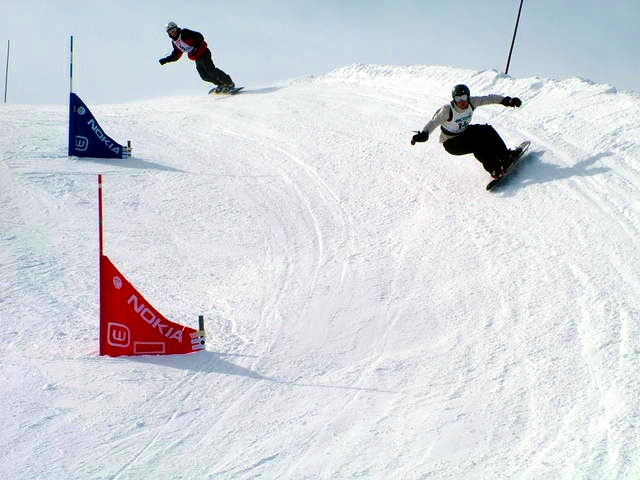
Snowboardcross

Damernas boardercross i snowboard vid olympiska vinterspelen 2014 hölls på Roza Chutor extrempark den 16 februari 2014. Tävlingen bestod av en seedingomgång som sedan följdes av kvartsfinal, semifinal och till sist final. Detta under samma dag.
Guldmedaljör blev Eva Samková från Tjeckien.

## Schema
Alla tider är i (UTC+4).
| Datum       | Tid   | Omgång      |
| ----------- | ----- | ----------- |
| 16 februari | 11:00 | Seeding     |
| 16 februari | 13:15 | Kvartsfinal |
| 16 februari | 13:30 | Semifinal   |
| 16 februari | 13:40 | Final       |

## Resultat

### Seedingomgång
24 åkare deltog i seedingomgången.
DSQ = Diskvalificerad
DNS = Startade inte
DNF = Kom inte i mål
| Pl. | Nr | Namn                  | Nation         | Tid åk 1 | Tid åk 2 | Bästa tid |
| --- | -- | --------------------- | -------------- | -------- | -------- | --------- |
| 1   | 5  | Eva Samková           | Tjeckien       | 1.20,61  |          | 1.20,61   |
| 2   | 15 | Lindsey Jacobellis    | USA            | 1.21,40  |          | 1.21,40   |
| 3   | 16 | Dominique Maltais     | Kanada         | 1.22,26  |          | 1.22,26   |
| 4   | 11 | Maëlle Ricker         | Kanada         | 1.22,44  |          | 1.22,44   |
| 5   | 13 | Charlotte Bankes      | Frankrike      | 1.23,12  |          | 1.23,12   |
| 6   | 14 | Yuka Fujimori         | Japan          | 1.23,22  |          | 1.23,22   |
| 7   | 19 | Belle Brockhoff       | Australien     | 1.23,22  |          | 1.23,22   |
| 8   | 10 | Nelly Moenne Loccoz   | Frankrike      | 1.23,50  |          | 1.23,50   |
| 9   | 2  | Faye Gulini           | USA            | 1.23.96  |          | 1.23,96   |
| 10  | 23 | Sandra Daniela Gerber | Schweiz        | 1.24,10  |          | 1.24,10   |
| 11  | 8  | Aleksandra Zhekova    | Bulgarien      | 1.24,29  |          | 1.24,29   |
| 12  | 18 | Isabel Clark Ribeiro  | Brasilien      | 1.24,31  |          | 1.24,31   |
| 13  | 12 | Chloé Trespeuch       | Frankrike      | 1.24,47  | 1.23,43  | 1.23,43   |
| 14  | 9  | Zoe Gillings          | Storbritannien | 1.24,72  | 1.23,78  | 1.23,78   |
| 15  | 22 | Torah Bright          | Australien     | 1.25,32  | 1.23,96  | 1.23,96   |
| 16  | 24 | Déborah Anthonioz     | Frankrike      | 1.24,78  | 1.24,23  | 1.24,23   |
| 17  | 21 | Maria Ramberger       | Österrike      | 1.24,55  | 1.24,45  | 1.24,45   |
| 18  | 3  | Micheala Moioi        | Italien        | 1.24,72  | DNS      | 1.24,72   |
| 19  | 7  | Raffaella Brutto      | Italien        | 1.25,11  | DNS      | 1.25,11   |
| 20  | 4  | Simona Meiler         | Österrike      | 1.25,17  | 1.25,47  | 1.25,17   |
| 21  | 20 | Susanne Moll          | Österrike      | 1.25,43  | DSQ      | 1.25,43   |
| 22  | 17 | Bell Berghuis         | Nederländerna  | 1.28,19  | 1.28,70  | 1.28,19   |
|     | 1  | Helene Olafsen        | Norge          | DNF      | DNS      | DNF       |
|     | 6  | Jacqueline Hernandez  | USA            | DNF      | DNS      | DNF       |

### Kvartsfinaler
Det kördes fyra kvartsfinaler med sex deltagare i varje. Topp-3 ur varje kvartsfinal gick direkt vidare till semifinal.
     Vidare till nästa omgång
     Diskvalificerad
| Pl. | Nr | Namn                 | Nation    |
| --- | -- | -------------------- | --------- |
| 1   | 1  | Eva Samková          | Tjeckien  |
| 2   | 8  | Nelly Moenne Loccoz  | Frankrike |
| 3   | 9  | Faye Gulini          | USA       |
| 4   | 16 | Déborah Anthonioz    | Frankrike |
| 5   | 17 | Maria Ramberger      | Österrike |
| DNS | 24 | Jacqueline Hernandez | USA       |

| Pl. | Nr | Namn                 | Nation    |
| --- | -- | -------------------- | --------- |
| 1   | 13 | Chloé Trespeuch      | Frankrike |
| 2   | 20 | Simona Meiler        | Schweiz   |
| 3   | 21 | Susanne Moll         | Österrike |
| 4   | 12 | Isabel Clark Ribeiro | Brasilien |
| 5   | 5  | Charlotte Bankes     | Frankrike |
|     | 4  | Maëlle Ricker        | Kanada    |

| Pl. | Nr | Namn               | Nation         |
| --- | -- | ------------------ | -------------- |
| 1   | 3  | Dominique Maltais  | Kanada         |
| 2   | 11 | Aleksandra Zhekova | Bulgarien      |
| 3   | 14 | Zoe Gillings       | Storbritannien |
| 4   | 19 | Raffaella Brutto   | Italien        |
| 5   | 22 | Bell Berghuis      | Nederländerna  |
| 6   | 6  | Yuka Fujimori      | Japan          |

| Pl. | Nr | Namn                  | Nation     |
| --- | -- | --------------------- | ---------- |
| 1   | 2  | Lindsey Jacobellis    | USA        |
| 2   | 18 | Michela Moioli        | Italien    |
| 3   | 7  | Belle Brockhoff       | Australien |
| 4   | 10 | Sandra Daniela Gerber | Schweiz    |
| 5   | 15 | Torah Bright          | Australien |
|     | 23 | Helene Olafsen        | Norge      |

### Semifinaler
Det kördes två semifinaler med sex deltagare i varje. Topp-3 ur varje gick direkt vidare till final.
     Vidare till nästa omgång
     Diskvalificerad
| Pl. | Nr | Namn                | Nation    |
| --- | -- | ------------------- | --------- |
| 1   | 1  | Eva Samková         | Tjeckien  |
| 2   | 13 | Chloé Trespeuch     | Frankrike |
| 3   | 9  | Faye Gulini         | USA       |
| 4   | 8  | Nelly Moenne Loccoz | Frankrike |
|     | 21 | Susanne Moll        | Österrike |
|     | 20 | Simona Meiler       | Schweiz   |

| Pl. | Nr | Namn               | Nation         |
| --- | -- | ------------------ | -------------- |
| 1   | 3  | Dominique Maltais  | Kanada         |
| 2   | 11 | Aleksandra Zhekova | Bulgarien      |
| 3   | 18 | Michela Moioli     | Italien        |
| 4   | 14 | Zoe Gillings       | Storbritannien |
| 5   | 7  | Belle Brockhoff    | Australien     |
| 6   | 2  | Lindsey Jacobellis | USA            |

### Finaler
Det kördes två finaler, en liten och en stor. I den lilla finalen tävlade man om platserna 7-12 och i den stora om platserna 1-6.
Liten final
| Pl. | Nr | Namn                | Nation         |
| --- | -- | ------------------- | -------------- |
| 1   | 2  | Lindsey Jacobellis  | USA            |
| 2   | 7  | Belle Brockhoff     | Australien     |
| 3   | 14 | Zoe Gillings        | Storbritannien |
| 4   | 20 | Simona Meiler       | Schweiz        |
| 5   | 8  | Nelly Moenne Loccoz | Frankrike      |
| 6   | 21 | Susanne Moll        | Österrike      |

Stor final
| Pl. | Nr | Namn               | Nation    |
| --- | -- | ------------------ | --------- |
| 1   | 1  | Eva Samková        | Tjeckien  |
| 2   | 3  | Dominique Maltais  | Kanada    |
| 3   | 13 | Chloé Trespeuch    | Frankrike |
| 4   | 9  | Faye Gulini        | USA       |
| 5   | 11 | Aleksandra Zhekova | Bulgarien |
| 6   | 21 | Michela Moioli     | Italien   |